# Tosna
Tosna (russisk: То́сна) er en flod i Leningrad oblast i Rusland. Den er 121 km lang, og er en sydlig (venstre) biflod til Neva. Den har sine kilder i skov- moseområderne sydøst for Sankt Petersborg og munder ud i Neva ved byen Otradnoje. Andre byer ved Tosna er Tosno og Nikolskoje.
59°45′43″N 30°45′29″Ø / 59.7619°N 30.7581°Ø